# Procambarus caballeroi
Procambarus caballeroi är en kräftdjursart som beskrevs av Villalobos 1944. Procambarus caballeroi ingår i släktet Procambarus och familjen Cambaridae. IUCN kategoriserar arten globalt som livskraftig. Inga underarter finns listade i Catalogue of Life.